# نبرد رزم رود
نبرد رزم رود، نبردی بود بین لشکریان عمرو لیث صفاری و امیر اسماعیل سامانی در منطقه رزم رود در نزدیکی بخارا که به شکست سپاهیان عمرو لیث منجر شد.

## علت نبرد
بعد از آنکه لشکریان عمرو لیث نتوانستند خوارزم را از زیر سلطه امیر اسماعیل سامانی بیرون آورند، فرمانروا صفاری جهت سیطره بر ماوراءالنهر به نزد خلیفه رفته و از وی حکومت ماوراءالنهر را طلب کرد و به جای آن تعهد نمود که علویان طبرستان را ریشه کن کند و خلیفه هم که از نتیجه این حرکت سود می‌برد در سال ۲۸۵ه‍.ق جعفر ابن بغلا را با فرمان حکومت بر ماوراءالنهر نزد عمرو لیث فرستاد.

## شکل‌گیری نبرد
عمرو پس از اخذ حکم حکومتی از جانب خلیفه لشکری عظیم به فرماندهی سه تن از سردارانش به نام‌های محمد ابن بشر و علی ابن شروین و احمد دراز به جنگ با امیر اسماعیل سامانی فرستاد. این قوا که در حکم پیش در آمد سپاه عمرو لیث بود در سال ۲۸۶ه. ج در رزم رود یا بنا بر روایتی دیگر در امویه با سپاه ۲۰۰۰۰ هزار نفری اسماعیل رو به رو شد اما احمد دراز خیانت کرد و به اسماعیل پیوست و لشکریان عمرو لیث شکست خوردند و علی ابن شروین به اسارت در آمده و بشر پس از مقاومتی جانانه کشته شد عمرو لیث پس از شنیدن این خبر بسیار ناراحت شد و در مدت یکسال قوای خود را برای نبردی دیگر (علی آباد) آماده می‌ساخت.

## پس از نبرد
در آخر به دستور امیر اسماعیل سامانی تمامی اسب‌ها و سلاح‌ها و تجهیزات لشکر شکست خورده به غنیمت گرفته شد و دستور داد تا هر از کدام سربازان دیلم و خراسان که مایل اند به ارتش سامانی بپیوندند.